# Protarchaeopteryx
A Protarchaeopteryx (nevének jelentése 'ősi szárny előtti', az Archaeopteryxre utalva) az oviraptorosaurus theropoda dinoszauruszok egyik tollas, pulykaméretű neme, amely Kínában élt.
Rövid, zömök farkából jól fejlett, zászlóval rendelkező tollak álltak ki; hosszú és keskeny kezeiken három éles, görbe karomban végződő ujj volt. Üreges és madárszerű csontjai közé villacsont is tartozott. Úgy tűnik, hogy az Oviraptorosauria csoport egyik legkezdetlegesebb tagja volt, nagy metszőfoga arra utal, hogy az Incisivosaurus közeli rokona vagy szinonimája lehet. Valószínűleg növényevő vagy mindenevő volt, bár a kezei nagyon hasonlítanak a kis húsevő dinoszauruszokéra.

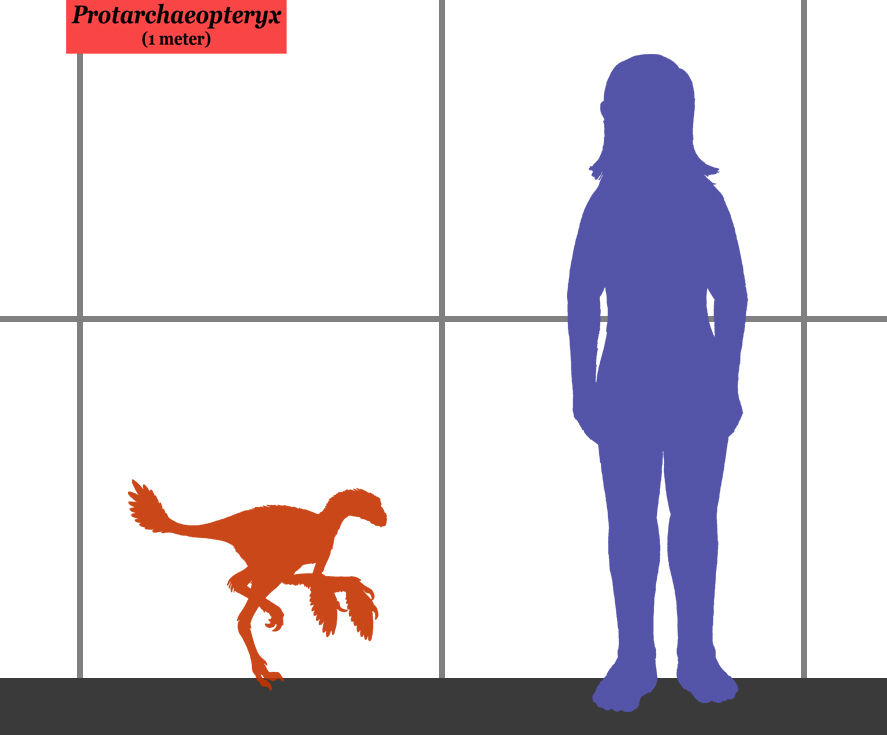
A Protarchaeopteryx és az ember méretének összehasonlítása

A Protarchaeopteryx, amely a Yixian-formáció (Jihszien-formáció) Jianshangou-padjából (Csiensangou-pad) vált ismertté, a kora kréta kor kora apti alkorszaka idején, 124,6 millió évvel ezelőtt élt. Valószínűleg jóval kezdetlegesebb, mint az Archaeopteryx, inkább a madarak közé nem tartozó theropodákhoz tartozott, mint az igazi madarakhoz, Körülbelül 1 méteres hosszával meghaladta az Archaeopteryx méretét. A Protarchaeopteryx karjain szimmetrikus tollak helyezkedtek el. Mivel a szimmetrikus tollakkal rendelkező modern madarak röpképtelenek és a Protarchaeopteryx csontváza sem lehetett alkalmas az evezőszárnyú repülésre, feltételezhető, hogy ez az állat sem tudott repülni.

## Fordítás
- Ez a szócikk részben vagy egészben a Protarchaeopteryx című angol Wikipédia-szócikk ezen változatának fordításán alapul.  Az eredeti cikk szerkesztőit annak laptörténete sorolja fel. Ez a jelzés csupán a megfogalmazás eredetét és a szerzői jogokat jelzi, nem szolgál a cikkben szereplő információk forrásmegjelöléseként.